# Parti libéral colombien
Le Parti libéral colombien (en espagnol : Partido Liberal Colombiano) est un parti politique fondé en 1848, membre de l'Internationale socialiste et de la Conférence permanente des partis politiques d'Amérique latine et des Caraïbes (COPPPAL).

## Histoire

### XIXesiècle
Il fut fondé en 1848 sur une base libérale, progressiste et anticléricale. Durant tout le XIXe siècle il s'affronta durement avec le Parti conservateur, mais reste le parti dominant de la vie politique, et gouverna de façon ininterrompue de 1849 à 1886. Il déploie une politique en partie progressiste comprenant la suppression des dîmes prélevées par l’Église sur les produits d'exportation, la diminution des jours fériés, l'expulsion des jésuites, la création d'en enseignement indépendant de l’Église et même, en 1855, la séparation de l’Église et de l’État. Cette orientation anticléricale n'est pas motivée uniquement par une idéologie inspirée des Lumières. La bourgeoisie libérale percevait en effet l’Église, propriétaire d'un tiers de la superficie du pays en 1850, comme une rivale pour ses intérêts.
Son projet consiste également à intégrer les masses à la vie politique — à l'exception toutefois des Indiens — conduisant à l'abolition de l'esclavage (1851) et à l’établissement du suffrage universel. Le Parti libéral sera ainsi longtemps caricaturé par son adversaire conservateur comme le parti des « nègres » et de la populace. Dans les années 1940, l’emblématique dirigeant du Parti conservateur, Laureano Gómez, écrivait encore : « En Colombie, on parle encore du Parti libéral pour désigner une masse amorphe, informe et contradictoire. Notre cher basilic [reptile régional] marche encore les pieds confus et incertains, les jambes violentes et qui bousculent, l'immense estomac oligarchique, la poitrine furieuse, les bras maçonniques et sa toute petite tête communiste, qui, justement est la tête. »
Après la proclamation de la nouvelle constitution en 1886, il devint un parti important au Parlement, sans pour autant réussir à faire élire l'un des siens à la présidence de la République. Au début du XXe siècle, la Colombie fut en proie à la guerre des Mille Jours, lorsque les élites libérales, refusant la politique centralisatrice des conservateurs ainsi que l'exclusion politique dont elles font l'objet, se soulevèrent contre le pouvoir. Cette guerre civile sanglante dura trois ans et fit plus de 100 000 morts

### XXesiècle
Dans les années 1940 le parti libéral s'oriente vers le socialisme démocratique sous l'influence du charismatique avocat Jorge Eliécer Gaitán, en dépit de l'antipathie qu'il suscitait au départ auprès des oligarques membres du parti et des dirigeants libéraux. Dans les campagnes, le Gaitanisme fait face à une répression sanglante à laquelle son respect scrupuleux de la légalité ne le préparait pas : 15 000 militants sont assassinés entre 1945 et 1948 par des escadrons de la mort supposés proches des conservateurs, voire de l'oligarchie terrienne libérale. Gaitán lui-même, alors probable vainqueur de la prochaine élection présidentielle, est abattu en 1948.
En 1957 les dirigeants libéraux s'associent aux conservateurs pour former un gouvernement d'union nationale, fondé sur un partage des pouvoirs entre les deux grands partis (et excluant de la vie politique tous les autres), une amnistie des crimes ou rébellions de la Violencia (guerre civile) et la conservation de la structure agraire, bien que profondément inégalitaire. Ce pacte sera perçu par nombre de militants comme une trahison du Gaitanisme, qui pour certains n'accepteront pas de rendre les armes et rejoindront les guérillas communistes.
Le parti est sévèrement atteint par le Dossier 8000, de 1994 à 1998, qui incrimine la majorité des élus libéraux au Parlement pour leur collaboration avec le Cartel de Cali. Le Parti libéral avait déjà par le passé manifesté une certaine proximité avec les milieux de la drogue ; Pablo Escobar revendiquait en être proche et avait obtenu l'investiture d'une dissidence issue du parti pour les élections législatives de 1982.

### XXIesiècle
Il reste l'un des partis dominants de la vie politique colombienne jusqu'à nos jours. L'ancien président colombien Álvaro Uribe est un dissident de ce parti qu'il a quitté en 2002 avant de se présenter à l'élection présidentielle. Le parti est aujourd'hui intégré au gouvernement de Juan Manuel Santos. En 2018, il appuie Iván Duque pour le second tour de l’élection présidentielle après avoir soutenue Humberto De la Calle au premier.